# Колом, Антонио
Антонио Колом Мас (исп. Antonio Colom Mas, род. 11 мая 1978 в Дейе, Мальорка, Испания) — испанский профессиональный шоссейный велогонщик.

## Биография
В 2009 году был уличён в использовании рекомбинированного эритропоэтина и дисквалифицирован Испанской федерацией велоспорта на два года.
После окончания профессиональной карьеры принимает участие в любительских соревнованиях по триатлону серии Айронмен.

## Победы
| 2001 - Неделя Каталонии — горная классификация 2002 - Вуэльта Андалусии — генеральная классификация 2004 - Вуэльта Мальорки — генеральная классификация - Вуэльта Валенсии — этап 1, смешанная классификация и 2-е место в общем зачёте 2005 - Трофео Кальвиа 2006 - Вуэльта Валенсии — этап 4 и генеральная классификация | 2007 - Трофео Соллер - Критериум Дофине — этап 5 2009 - Трофео Инка - Вуэльта Мальорки — генеральная классификация - Вольта Алгарви — этап 3 - Париж — Ницца — этап 8 |

## Статистика выступлений наГранд Турах
| Гранд Тур | 2002 | 2003 | 2004 | 2005 | 2006 | 2007 | 2008 |
| --------- | ---- | ---- | ---- | ---- | ---- | ---- | ---- |
| Джиро     | –    | –    | –    | –    | –    | –    | 25   |
| Тур       | –    | –    | –    | –    | –    | сход | –    |
| Вуэльта   | сход | –    | 101  | –    | –    | –    | –    |